# Arabie saoudite aux Jeux olympiques d'été de 2008
L'Arabie saoudite participe aux Jeux olympiques d'été de 2008 à Pékin. Tout comme lors des Jeux précédents, le pays n'a envoyé à Pékin que des athlètes de sexe masculin. Selon la BBC, le Comité international olympique fera désormais pression sur l'Arabie saoudite pour qu'elle envoie des athlètes des deux sexes aux Jeux de 2012.
Les athlètes saoudiens prennent part aux épreuves d'athlétisme, de tir, de natation, d'haltérophilie et d'équitation.

## Athlètes engagés

### Athlétisme
| euve             | Athlète                       | Séries       | Séries | Quarts de finale | Quarts de finale | Demi-finales | Demi-finales | Finale   | Finale |
| euve             | Athlète                       | Résultat     | Rang   | Résultat         | Rang             | Résultat     | Rang         | Résultat | Rang   |
| ---------------- | ----------------------------- | ------------ | ------ | ---------------- | ---------------- | ------------ | ------------ | -------- | ------ |
| 800 mètres       | Mohammed al-Salhi             | 1 min 47.02  | 2e Q   | NC               | NC               | 1 min 47.14  | 6e           | -        | -      |
| 1 500 mètres     | Mohammed Shaween              | 3 min 45.82  | 10e    | -                | -                | -            | -            | -        | -      |
| 5 000 mètres     | Moukheld Al-Outaibi           | 13 min 47.00 | 6e     | -                | -                | -            | -            | -        | -      |
| 3000m steeple    | Ali al-Amri                   | 9 min 09.73  | 13e    | -                | -                | -            | -            | -        | -      |
| Saut en longueur | Mohamed Salman al-Khuwalidi   | 7,93m        | 6e     | -                | -                | -            | -            | -        | -      |
| Saut en longueur | Hussein Taher al-Sabee        | 8,04m        | 5e Q   | NC               | NC               | NC           | NC           | 7,80m    | 10e    |
| Lancer du poids  | Sultan Abdulmajeed Al-Habashi | 19,51m       | 14e    | -                | -                | -            | -            | -        | -      |
| Lancer du disque | Sultan Al Dawoodi             | 56,26m       | 18e    | -                | -                | -            | -            | -        | -      |

## Liste des médaillés

### Médailles d'Or
| Sport            | Discipline | Sportifs | Performance |
| Médailles d'or : |            |          |             |

### Médailles d'Argent
| Sport                | Discipline | Sportifs | Performance |
| Médailles d'argent : |            |          |             |

### Médailles de Bronze
| Sport                 | Discipline | Sportifs | Performance |
| Médailles de bronze : |            |          |             |